# Sophia Sidney, Baroness De L’Isle and Dudley

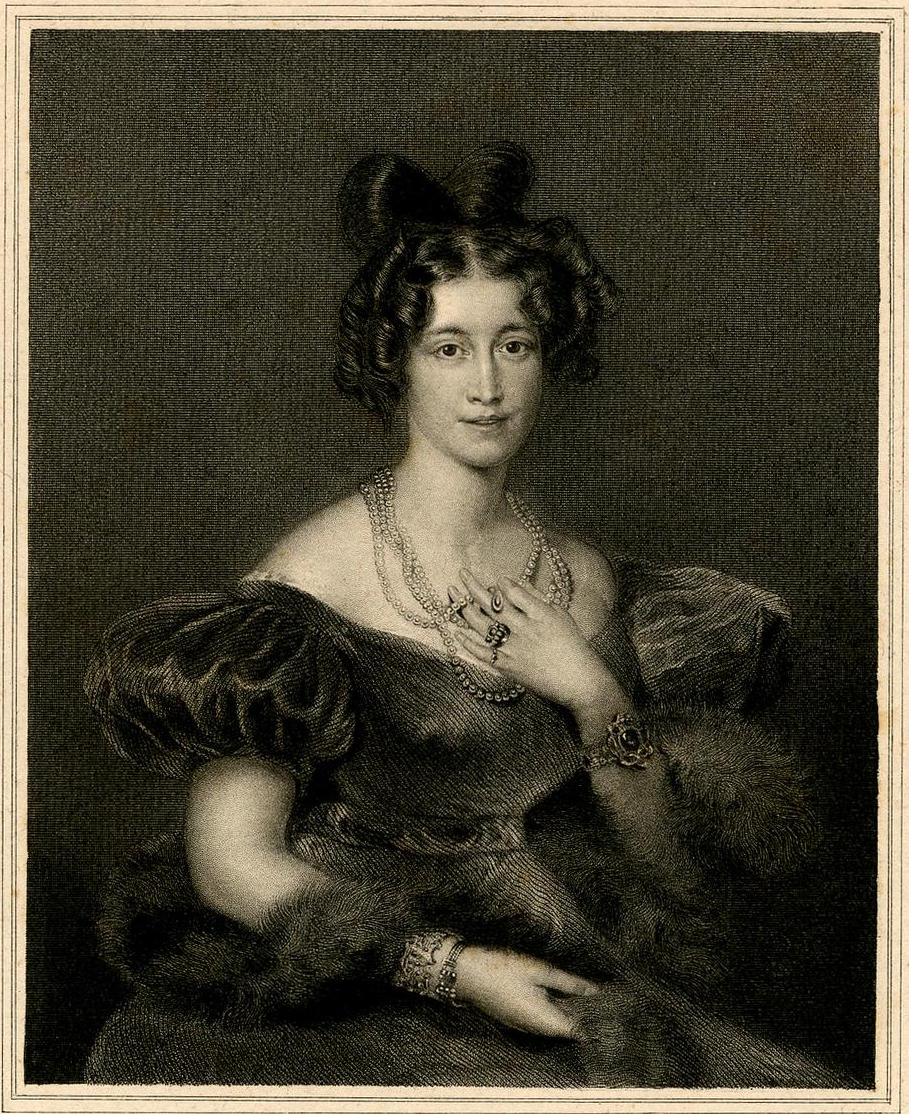
Sophia Sidney (1832)

Sophia Sidney, Baroness De L’Isle and Dudley (* August 1796 in Somerset Street, London als Sophia FitzClarence; † 10. April 1837) war eine britische Adelige und älteste illegitime Tochter von König William IV. von Großbritannien und seiner langjährigen Mätresse Dorothea Jordan. Sie heiratete Philip Sidney, 1. Baron De L’Isle and Dudley und hatte vier Kinder. Kurz vor ihrem Tod arbeitete sie als Haushälterin im Kensington Palace.

## Familie
Sophia hatte fünf Brüder und vier Schwestern, die alle den Nachnamen FitzClarence trugen. Aufgrund des Standesunterschiedes konnten die Eltern nicht heiraten. Da sie aber zwanzig Jahre zusammen waren, gab es doch häusliche Stabilität. 1797 zog die Familie von der Clarence Lodge in das Bushy House, wo sie bis 1807 lebten. Danach trennte sich der Vater, als er einen legitimen Nachfolger zeugen wollte.

## Ehe und Nachkommen
Am 13. August 1825 heiratete sie Philip Sidney. Dieser erbte 1827 den Adelstitel 2. Baronet, of Penshurst Place, wurde 1829 Mitglied des Unterhauses und 1835 zum Baron De L’Isle and Dudley erhoben. Sidney war ein Verwandter des romantischen Poeten und Philosophen Percy Bysshe Shelley.
Sophia und ihr Ehemann hatten vier überlebende Kinder, drei Töchter und einen Sohn:
- Hon. Adelaide Augusta Willhelmina Sydney († 1904), ⚭ 1856 Frederick Charles George FitzClarence-Hunloke, Sohn von George FitzClarence, 1. Earl of Munster;
- Hon. Ernestine Wellington Sidney († 1910), ⚭ 1868 Philip Perceval, Mutter von Major Sir Philip Hunloke und Großmutter von Lt.-Col. Henry Philip Hunloke;
- Hon. Sophia Philippa Sidney (1838–1907), ⚭ 1871 Alexander, Graf von Kielmannsegg, Urenkel von Johann Ludwig, Reichsgraf von Wallmoden-Gimborn (illegitimer Sohn von George II. von Großbritannien);
- Philip Sidney, 2. Baron of De L’Isle and Dudley (1828–1898), Großvater von William Sidney, 1. Viscount De L’Isle, ⚭ (1) 1850, Mary Foulis, ⚭ (2) 1893 Emily Frances Ramsay.

## Spätes Leben

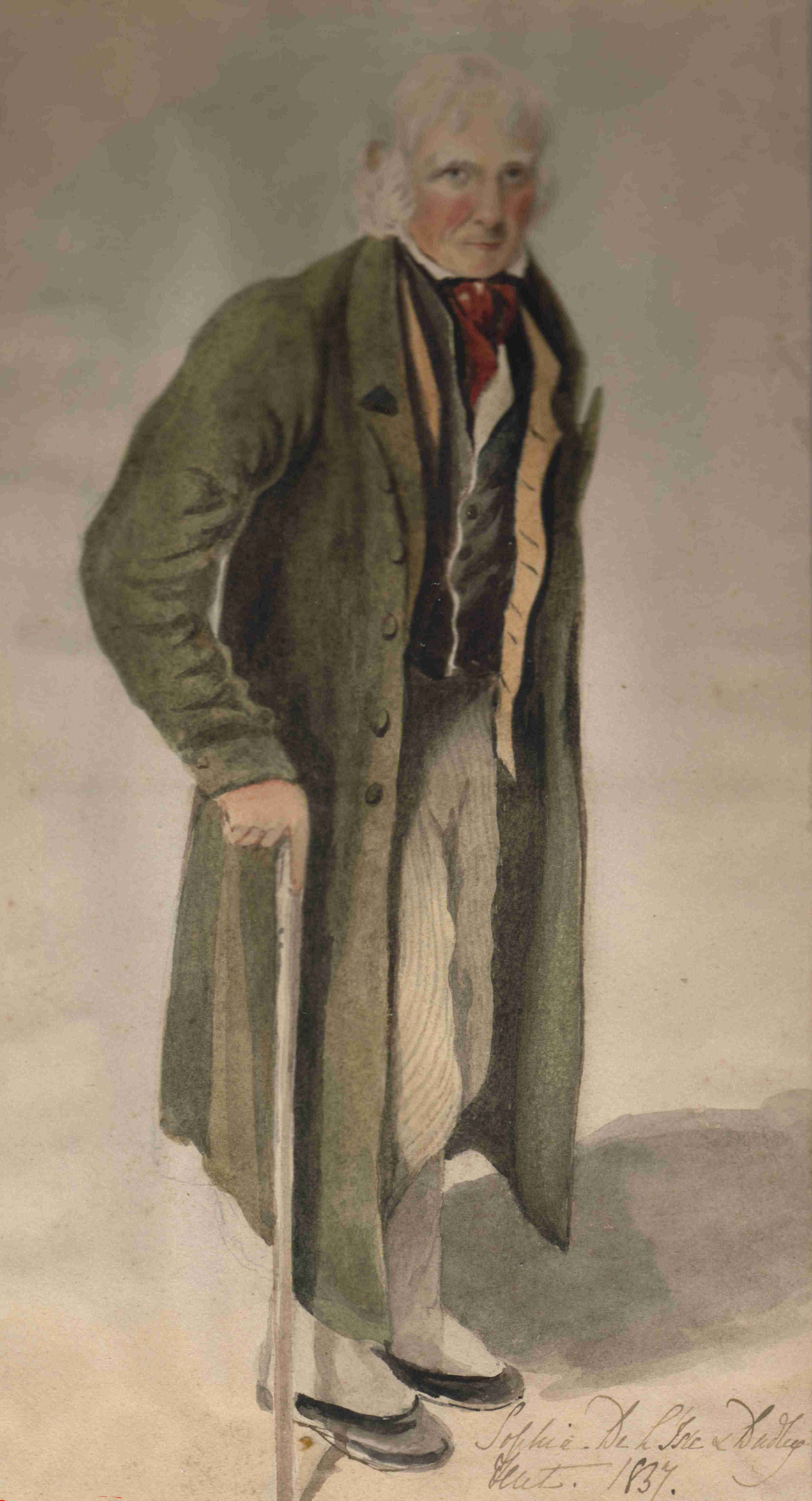
Zeichnung von William IV. von Sophia, 1837

Im Mai 1831 wurde Sophia wie ihre Schwestern durch Royal Warrant of Precedence in den Rang einer Tochter eines Marquess erhoben. Im Januar 1837 wurde sie zur State Housekeeper of Kensington Palace ernannt und starb drei Monate später bei einer Kindesgeburt. Kurz zuvor zeichnete sie ihren Vater. Da sie sein Lieblingskind war, trauerte ihr Vater sehr um sie.
Ihr verwitweter Mann starb 1851.